# Olivet (Mayenne)
Olivet – miejscowość i gmina we Francji, w regionie Kraj Loary, w departamencie Mayenne.
Według danych na rok 1990 gminę zamieszkiwało 397 osób, a gęstość zaludnienia wynosiła 40 osób/km² (wśród 1504 gmin Kraju Loary Olivet plasuje się na 912. miejscu pod względem liczby ludności, natomiast pod względem powierzchni na miejscu 1010.).